# Sebrus amandus
Sebrus amandus là một loài bướm đêm trong họ Crambidae.